# والیس (لوئیزیانا)
والیس (به انگلیسی: Wallace) شهری در ایالت لوئیزیانا کشور ایالات متحده آمریکا است که جمعیت آن در سرشماری سال ۲۰۱۰ میلادی، ۶۷۱ نفر بوده‌است.